# Jessica Hynes
Jessica Hynes (Lewisham, Londen, 30 oktober 1972) is een Brits actrice en scriptschrijver. Ze heeft buiten films en theater, ook televisie gedaan. In 2003 werd ze genomineerd voor de prestigieuze Laurence Olivier Award. Ze kreeg de nominatie dankzij haar bijrol in het stuk The Night Heron. Op 15-jarige leeftijd werd ze toegelaten tot de National Youth Theatre. Ook won ze al twee British Comedy Awards voor haar rol in de serie Spaced. In de comedyserie The Royle Family was te zien als Cheryl Carroll, het buurmeisje van de familie Royle. 
Sinds 2002 is ze getrouwd met Adam Hynes. Ze kregen een zoon in 1998, een dochter in 2003 en nog een dochter (Flora) in 2006. 

## Filmografie
- Swing Kids (1993) - Helga
- The Baby of Mâcon (1993) - De eerste vroedvrouw
- The House of Eliott Televisieserie - Charlotte Parker (Episode 3.1, 1994)
- Six Pairs of Pants Televisieserie - Verschillende rollen (1995)
- Tears Before Bedtime Televisieserie - Maggie (Afl. onbekend, 1995)
- Crown Prosecutor Televisieserie - Jackie South (10 afl., 1995)
- Asylum Televisieserie - Verpleegster McFadden/Martha
- Staying Alive Televisieserie - Alice Thompson (Afl. onbekend, 1996)
- Mash and Peas Televisieserie - Verschillende rollen (1996)
- Midsomer Murders Televisieserie - Judith Lessiter (Afl. The Killings at Badger's Drift, 1997)
- Harry Enfield and Chums Televisieserie - Rol onbekend (Afl. Harry Enfield and His Yule Log Chums, 1997)
- Armstrong and Miller Televisieserie - Verschillende rollen (Afl. onbekend, 1997-1998)
- Unnatural Acts Televisieserie - Verschillende rollen (Episode 1.2, 1998|Episode 1.4 t/m 1.5, 1998)
- Merry-Go-Round Televisieserie - Alice, de assistent van de ayatollah (Episode 1.1, 1998)
- People Like Us Televisieserie - Sarah (Afl. The Estate Agent, 1999)
- The Nearly Complete and Utter History of Everything (Televisiefilm, 1999) - Vrouw met slachtoffer Zwarte Dood
- Randall & Hopkirk (Deceased) Televisieserie - Felia Siderova (Afl. Drop Dead, 2000|Mental Apparition Disorder, 2000)
- Born Romantic (2000) - Libby
- Bob & Rose Televisieserie - Holly Vance (Episode 1.1 t/m 1.4, 2001)
- Comedy Lab Televisieserie - Echtgenote (Afl. Knife & Wife, 2001)
- Dick Whittington (Televisiefilm, 2002) - De Goede Fee
- Black Books Televisieserie - Eva (Afl. Hello Sun, 2002)
- Tomorrow La Scala! (2002) - Victoria
- Pure (2002) - Ziekenbroeder
- Shaun of the Dead (2004) - Yvonne
- Bridget Jones: The Edge of Reason (2004) - Magda
- According to Bex Televisieserie - Rebecca 'Bex' Atwell (8 afl., 2005)
- Marple: The Moving Finger (Televisiefilm, 2006) - Aimee Griffith
- Pinochet in Suburbia (Televisiefilm, 2006) - Politieagente Broughton
- Confetti (2006) - Sam
- The Royle Family Televisieserie - Cheryl Carroll (9 afl., 1998-2000, 2006)
- The Secret Policeman's Ball (Televisiefilm, 2006) - Mrs. Peacock
- Four Last Songs (2007) - Miranda
- Son of Rambow (2007) - Mary Proudfoot
- Magicians (2007) - Linda
- Doctor Who Televisieserie - Joan Redfern (Afl. Human Nature, 2007|The Family of Blood, 2007)
- Harry Potter and the Order of the Phoenix (2007) - Mafalda Hopkirk (stem)
- Learners (Televisiefilm, 2007) - Beverley
- Faintheart (2008) - Rol onbekend
- Paddington 2 (2017) - Miss Kitts
- Life After Life (2022) - Mrs. Glover
- Paddington in Peru (2024) - Miss Kitts
- Death of a Unicorn (2025) - Shaw